# アーネスト・エバンス・シリーズ
『アーネスト・エバンス』シリーズは、日本テレネットから発売されたアクションゲームの三部作である。

## 解説
ウルフ・チームが開発し日本テレネットが発売した本シリーズは、クトゥルフ神話をモチーフをし、20世紀初頭あたりのアメリカを主な舞台としている。
このうち、第一部である『エル・ヴィエント』は禁酒法時代のアメリカを背景にしている一方、第二部である『アーネスト・エバンス』はそれより数年前の世界を描いている。

## エル・ヴィエント
『エル・ヴィエント』は1991年9月20日に日本テレネットから発売されたメガドライブ用ソフトである。
アクションゲームの中でも、プラットフォーム・ゲームに分類されるものであり、全部で8つあるステージには、それぞれボスがいる 。
アネットはブーメランと魔法を駆使して戦うという設定であり、このうちブーメランには発砲制限のようなものはない一方、魔法はゲームを進める中で少しずつ覚えていくものであり、最終的には5種類を覚えることとなる。
音楽は桜庭統が担当しており、FM音源とPCM音源（ドラム）を組み合わせたアクションゲーム寄りの作風が特徴である。
キャラクターデザインは山根和俊が担当している。
2016年9月20日には、プロジェクトEGGにてダウンロード販売が開始された

### あらすじ（エル・ヴィエント）
邪神ハスターの末裔であるアネット・メイヤーは、ハスターへのいけにえにされかけていたところを、冒険家のアーネスト・エバンスに助けられる。
そして、2人は協力してハスターを封印する。その際、彼女はハスターのエネルギーを浴びたことで、風の魔法を使えるようになる。
それから2年後の1928年、ハスターを祀る教団は、シカゴマフィアのボスであるアル・カポネの協力の元、マンハッタンの中心部に神殿を建設する。
教団はアネットと同じくハスターの末裔であるレスティアーナを利用してハスター復活に向けて活動する。
刺客を送り込まれたアネットは、教団への反撃を開始する。

### 登場人物
アネット
主人公。邪神ハスターの血を引く少女。
レスティアーナ
アネットのライバル。同じくハスターの血を引き、ハスター復活の為行動する。最終的にはヘンリーの手により、ハスター復活のための生贄にされる。
アル・カポネ
シカゴマフィアのボス。教団のハスター復活に手を貸す。
ヘンリー
ハスターを信奉する教団の教祖。ハスター復活を企てる。

### 評価
『エル・ヴィエント』は肯定寄りの賛否両論の評価が寄せられた。
このうちフランスのゲーム誌・ジョイスティックは93%の評価をつけ、ドイツのスーパープレイは66%の評価をつけ、同じくドイツのビデオゲームも68%の評価をつけた。
イギリスのSega Proのダミアン・ブットは89%の評価をつけ、「すごく早いグラフィックと厳しめなゲーム進行で、プレイヤーは思わず息をのんでしまうだろう」と評価した。
一方、エンターテインメント・ウィークリーはD-という評価をつけ、「歴史ものなのに三日月刀を持ったジーパン姿のバイカーが出てくる場違いさだけを楽しめた」と評した 。
また、Sega-15 のロジャー・スワンも「グラフィックや音楽は『夢幻戦士ヴァリス』には及ばないかもしれないが、戦闘場面に合うかのようにテンポの速さを感じさせるところがある。アクションゲームのファンや『ヴァリス』のファンにはこのスピードを受け入れてくれるだろうと、私は自信をもって宣言する」と述べ、ゲームの難易度の高さを指摘しつつも、「素晴らしく、挑戦的なアクションゲームである」として10点満点中8点をつけた。
Hardcore Gaming 101のカート・カラタは、「概して、このゲームはアクションが場当たり的だったりレベル調整が不安定だったりと、完成度はやや低いが、ゲームのテンポの速さや、のぞき込みたくなるようなゲーム全体を覆う狂気といった要素が、このゲームをウルフチームの名作タイトルのひとつにしている要因だと思う」と評した。

## アーネスト・エバンス
『エル・ヴィエント』から数年前の世界を舞台のアクションゲームである。主人公はアーネスト・エバンスへ交代している。

### 登場人物（アーネスト・エバンス）
アーネスト・エバンス
声：矢尾一樹
トレジャーハンターの青年。鞭を武器に戦う。のちにアネットの養父となる。
アネット・メイヤー
声：皆口裕子
ハスターの血を引く少女で、もともとはペルーの奥地で巫女として活動していたが、邪神を復活させるための生贄として命を狙われている。
ジーク・フリート・ミュンヒハウゼン
声：堀川亮
カポネの部下である青年で、ドイツからアメリカに亡命してきたという過去を持つ。
その正体は、通常の人間よりも長命な生物兵器。
『アネット再び』ではリヒテンライヒの親衛員として登場し、レスティアーナの遺骸を標本にしていたことが明らかになる。
シャルロット・オーレリー
声：鶴ひろみ
カポネの部下である24歳の女性。
アル・カポネ
声：田中秀幸
シカゴマフィアのボスで、ハスターの復活に執念を燃やす。
ウルリッヒ
声：佐藤正治
ハスター教団の司祭。

## アネット再び
『アネット再び』は、1993年3月30日に日本テレネットから発売されたメガCD用ソフトである。
2005年1月1日にはセガゲーム本舗での配信が行われていた。
タイトル通り、主人公は『エル・ヴィエント』以来のアネットに戻っている。『エル・ヴィエント』はプラットフォーム・ゲームであるのに対し、今作はベルトスクロールアクションゲームである。

### ストーリー
アーネストとアネットは秘宝・二面女神像の鑑定のため、中世ヨーロッパへと向かった。だが、ダーグルシュタイン国の軍事政党で、超近代兵装を装備した「ネグゼシス」が暗躍している。アネットはネグゼシスの野望を打ち砕くために戦う。

### 登場人物（アネット再び）
邪神ナイアルラトホテプ
声：堀川亮
キルケ
声：山口勝平
レンヴルーラント国の少尉。アイシャに思いを寄せている。
アイシャ
声：富沢美智恵
レンヴルーラント国の王女。二面女神像の所有者でもあるが、バージリスに監禁された時点で二面女神像をアーネストに渡していた。
リヒテンライヒ
声：土師孝也
ヨーロッパの小国ダーグルシュタイン国の軍事政党・ネグゼシスの総統。
バージリス
声：銀河万丈
レンヴルーラント国の大佐。国を思うあまり、ネグゼシスに手を貸してしまう。ネグゼシスに二面女神像を献上すべくアイシャ王女を監禁した。
偽王女
声：島津冴子
偽王女の手下A
声：石川英郎
偽王女の手下B
声：田中一成

## アーネスト・エバンスCOLLECTION
日本テレネット作品の版権を獲得したエディアによる復刻企画「テレネットリバイバル」の一環で、『夢幻戦士ヴァリス』『コズミック・ファンタジー』『天使の詩』などに続いて発表された復刻移植版。『エル・ヴィエント』『アーネスト・エバンス』『アネット再び』のシリーズ3作を収録し、2025年6月以降に発売予定。対応機種はNintendo Switch、PlayStation 4、PlayStation 5、Steam。
発売から30年以上を経た2024年11月、makuakeにて「『アーネスト・エバンス』シリーズ復活応援プロジェクト」のクラウドファンディングが行われた。結果は目標金額の500万円に対して約470万円と目標には達しなかったが、目標金額の達成有無にかかわらずサポーターが応援購入を申し込んだ時点でプロジェクトが成立する「All in型」であったため、開発プロジェクトは予定通り開始された。リターン品の一環で、山根和俊によって約30年ぶりにアネットのイラストが描き下ろされている。
当初は発売に先立ち、出資者へのリターン品として2025年6月にダウンロードコードを配布する予定だったが、開発の遅延により同年11月に延期。発売もそれ以降となった。その詫びとして、Steam版のベータ版のダウンロードコードの配布が発表され、対応機種にSteamが追加された。